# Hunchunite
L'hunchunite è un minerale scoperto nel 1992 in una località lungo il fiume Hunchun (dal quale ha preso il nome) che scorre nella provincia di Jilin in Cina, approvato dall'IMA nel 1994. Il minerale in un paio di giorni si ossida cambiando colore da grigio argento a grigio opaco.

## Morfologia
L'hunchunite si presenta in aggregati di granuli microscopici.

## Origine e giacitura
L'hunchunite è stata trovata concresciuta con anyuiite, oro nativo e piombo nativo nelle sabbie alluvionali.